# O Ócio Criativo
O Ócio Criativo é título de um livro do sociólogo do trabalho italiano Domenico De Masi e é também um conceito de trabalho que o autor define através da interseção entre três elementos: trabalho, estudo e jogo.
- Trabalho (economia): é o trabalho em si, as funções necessárias ao cumprimento de uma tarefa.

- Estudo: é a possibilidade se obter conhecimento através do estudo constante, utilizando os recursos que a sociedade digital proporciona, como o uso da internet, por exemplo.

- Jogo: é o espaço lúdico de lazer, brincadeira e convivência que deve estar presente em qualquer atividade que se faça. É a forma de evitar a mecanização do trabalho, dando-lhe "alma".

Quando o indivíduo consegue unir estes três pontos, sabendo que ele está praticando o ócio criativo, que é uma experiência harmonica e única, que proporciona sempre uma melhor readaptação para todas as necessidades da sociedade pré-industrial, respeitando a individualidade do sujeito e proporcionando mais alegria e produtividade ao próprio trabalho.
No livro, o autor explora temas relativos ao que denominou Sociedade Pós-Industrial considerando, dentre outros, os seguintes aspectos do mundo atual:
- Globalização financeira utilizando as facilidades das telecomunicações modernas e criando desafios para a estabilidade sócio econômica das sociedades nas várias nações, sujeitas a fluxos volumosos e rápidos de capitais financeiros.

- Desenvolvimento com baixa geração de emprego e renda, tratado em outro livro do autor Desenvolvimento sem trabalho, o que provoca desafios ao próprio Capitalismo por dificuldades de criação de demanda para o aumento do volume de produção de bens e serviços, sem uma correspondente distribuição de renda para criar os consumidores destes bens e serviços e sem o tratamento dos gargalos ecológicos que podem inviabilizar a própria existência da espécie humana.

- Feminilização do mundo profissional gerando tensões nas relações entre os gêneros, educados para exercer determinados papéis que sofrem alterações mais rápidas do que as necessárias alterações de mentalidades para acomodar estas novas expectativas e frustrações de ambos os sexos.

- Perda de utilidade das ideologias e crenças tradicionais como reguladoras das relações sociais, sem a substituição por novas construções mentais, emocionais e espirituais que apóiem as decisões e atos entre os indivíduos, que perdem referenciais tradicionais de comportamento e não encontram substitutos para estes referenciais não mais aplicáveis.

- Dificuldades em integrar os sujeitos sociais emergentes nas relações estabelecidas entre os atores sociais tradicionais.

As mudanças acima geram uma profunda insatisfação, segundo o autor, derivada do modelo Ocidental muito focado na idolatria do trabalho, do mercado e da competitividade. Como alternativa propõe um modelo centrado em outras premissas, tais como:
- Estruturação das atividades humanas em uma combinação equilibrada de trabalho, estudo e lazer.

- Valorização e enriquecimento do tempo livre, decorrente de alta disponibilidade financeira para alguns e redução do tempo demandado de trabalho para muitos.

- Aperfeiçoar o processo de produção e distribuição da riqueza decorrente dos grandes aumentos de produtividade derivados dos rápidos, e em aceleração, avanços do conhecimento e criatividade humana.

- Distribuição consciente do tempo, do trabalho, da riqueza, do saber e do poder, minimizando as fontes de conflitos entre pessoas e grupos.

- Valorização das necessidades reais das pessoas educando os indivíduos e as sociedades para a importância das necessidades básicas, tais como a introspecção, o convívio, a amizade, o amor e as atividades lúdicas. Com isto ficariam em segundo plano as necessidades criadas pela propaganda e pela busca de status.